# Sędławki
Sędławki [sɛnˈdwafkʲi] (tiếng Đức: Sandlack) là một ngôi làng thuộc khu hành chính của Gmina Bartoszyce,thuộc huyện Bartoszycki, Warmińsko-Mazurskie, ở phía bắc Ba Lan, gần biên giới với Kaliningrad Oblast ở Nga.
Trước năm 1945, khu vực này là một phần của Đức (Đông Phổ).

## Nhà ở
Ngôi làng là trang web của một bảo quản tốt nhà manor, được xây dựng trong phong cách tân cổ điển trong nửa sau của thế kỷ 19 khi khu vực này là một phần của Đức Đông Phổ. Nó được sở hữu đầu tiên bởi Puttlichs, và sau đó trở thành nơi cư trú của gia đình Jahn có thành viên đáng chú ý nhất là Marie-Luise (xem bên dưới).
Ngôi nhà đã bị bỏ hoang trong cuộc tấn công Đông Phổ trong Thế chiến II. Nó được "quốc hữu hóa" bởi chính phủ cộng sản Ba Lan, và sau Chiến tranh Lạnh được khôi phục rộng rãi vào năm 2000.

## Cư dân đáng chú ý
- Marie-Luise Jahn (1918-2010), chiến binh kháng chiến
- Oskar Gottlieb Blarr (sinh năm 1934), nhà soạn nhạc người Đức